# Cá mập miệng rộng
Cá mập miệng rộng (tên khoa học: Carcharcharhinus sorrah), còn gọi là cá nhám, là một loài cá mập mắt trắng trong họ Carcharhinidae, được tìm thấy trong các vùng nước nhiệt đới thuộc Ấn Độ Dương - Tây Thái Bình Dương, giữa vĩ độ 31 °B và 31 °N, từ bề mặt đến nói chung khoảng 72 mét (236 ft). Loài cá mập này phát triển đến chiều dài khoảng 1,6 m (5 ft 3 in). Nó được đánh bắt thương mại trong phần lớn phạm vi phân bố và IUCN coi loài này là "sắp bị đe dọa".